# Who's Minding the Store?
Who's Minding the Store? (bra: Errado pra Cachorro; prt: Um Namorado com Sorte) é uma comédia cinematográfica de 1963 dirigida por Frank Tashlin e protagonizada por Jerry Lewis.

## Sinopse
Phoebe Tuttle (Agnes Moorehead) é dona de uma grande loja de departamentos que não aprova o namoro de sua filha, Barbara Tuttle (Jill St. John), com um rapaz pobre chamado Norman Phiffier (Jerry Lewis). Phoebe, então, decide contratar o rapaz para trabalhar na loja, dando-lhe tarefas complicadas para poder humilhá-lo e também mostrar à filha que o rapaz é desmiolado.

## Elenco
- Jerry Lewis - Norman Phiffier
- Jill St. John - Barbara Tuttle
- Ray Walston - Sr. Quimby
- John McGiver - Sr. Tuttle
- Agnes Moorehead - Phoebe Tuttle
- Francesca Bellini - Shirley Lott
- Fritz Feld - Irving Cahastrophe
- Nancy Kulp - Emily Rothgraber
- Milton Frome - François